# Leipziger SC 1901
Leipziger SC 1901 is een Duitse sportvereniging uit Leipzig, Saksen. De club is actief in tennis, hockey, voetbal en biljart.

## Geschiedenis
De club werd in 1901 opgericht in het stadsdeel Schleußig als ijshockeyclub. Datzelfde jaar kwam er ook nog tennis bij en in 1908 ook hockey. In 1919 verhuisde de club naar de huidige terreinen. In 1944 werd het clubhuis verwoest door bombardementen en in 1945 werd de club ontbonden. In 1946 werd de club heropgericht als Fichte Schleußig en in 1949 werd de club een BSG met de naam BSG Aufbau Südwest. Na de Duitse hereniging werd het BSG-systeem opgeheven en werd het historische Leipziger SC heropgericht.

### Voetbal
SG Schleußig nam in 1946/47 deel aan het Leipzigse kampioenschap. De BSG speelde enkele seizoenen in de Bezirksklasse. In 1957 nam de club het eerste elftal en de plaats van BSG Rotation Südwest Leipzig over in de II. DDR-Liga, maar na één seizoen werd dit ongedaan gemaakt en speelde Aufbau Sudwest terug in de Bezirksklasse, toen nog de vijfde klasse en vanaf 1963 terug de vierde. Tussen 1960 en 1962 speelde de club in de Bezirksliga. Tot 1975 speelde de club nog in de Bezirksklasse, maar zakte daarna weg naar de Kreisliga.